# Liste des parcs zoologiques et aquariums de France
Vous pouvez aider à l'améliorer ou bien discuter des problèmes sur sa page de discussion.
- Il peut contenir un travail inédit ou des déclarations non vérifiées. Vous pouvez l’améliorer en ajoutant des références. (Marqué depuis juillet 2024)

Vous pouvez aider à l'améliorer ou bien discuter des problèmes sur sa page de discussion.
- Il ne s’appuie pas, ou pas assez, sur des sources secondaires ou tertiaires. (Marqué depuis avril 2024)
- Il contient trop de liens internes. Il est judicieux de faire un lien à la première occurrence dans l’article, ou si les paragraphes sont longs, à chaque première occurrence dans le paragraphe. (Marqué depuis juillet 2024)

- Archive Wikiwix
- Bing
- Cairn
- DuckDuckGo
- E. Universalis
- Gallica
- Google
- G. Books
- G. News
- G. Scholar
- Persée
- Qwant
- (zh) Baidu
- (ru) Yandex
- (wd) trouver des œuvres sur Wikidata

 (juillet 2025).
Cet article recense les parcs zoologiques, parcs animaliers et les aquariums publics localisés en France.
La plupart de ces zoos font partie de l'association française des parcs zoologiques (AFdPZ). Il existe également deux associations professionnelles liées à ce domaine, l'association française des vétérinaires de parcs zoologiques (AFVPZ) et l'association francophone des soigneurs animaliers (AFSA).
De plus, beaucoup de ces établissements sont membres de l'association européenne des zoos et aquariums (EAZA) et quelques-uns sont aussi membres de l'association mondiale des zoos et aquariums (WAZA).

## Législation
Réglementairement, ces parcs et aquariums constituent des établissements de présentation au public d’animaux sauvages et doivent recevoir une autorisation d'ouverture de la direction départementale de la protection des populations (DDPP), conditionnée notamment par la détention d'un certificat de capacité pour l'entretien d'animaux d'espèces non domestiques.
Leur fonctionnement est réglementé par l’arrêté ministériel du 25 mars 2004, transposition en droit français de la directive européenne 1999/22/CE relative à la détention d’animaux sauvages dans un environnement zoologique de 1999, dite « Directive zoos ». Celle-ci fixe les règles de fonctionnement et les obligations (sécurité des personnes et des animaux, bien-être animal, pédagogie, conservation) des zoos et aquariums.

## Liste des parcs zoologiques et aquariums en activité
- Si vous ne connaissez pas le sujet, laissez ce bandeau (vous pouvez alors contacter les auteurs).
- Si vous supprimez le contenu mis en cause (vous pouvez préalablement contacter les auteurs),

argumentez précisément cette suppression dans la page de discussion
(un manque de référence n'est pas un argument ; une recherche réelle de référence doit avoir été effectuée, être formellement documentée).

### Sigles
- AFdPZ : Association française des parcs zoologiques
- ALPAZA : Asociación Latinoamericana de Parques Zoológicos y Acuarios (Association latino-américaine des parcs zoologiques et des aquariums)
- AZA : Association des zoos et aquariums
- CEPA : Conservation des espèces et des populations animales
- CRESAM : Conservation et reproduction d'espèces sauvages animales menacées[2][source insuffisante].
- EAZA : Association européenne des zoos et aquariums
- EEP : Programme européen pour les espèces menacées
- ISIS : International Species Information System
- LPO : Ligue pour la protection des oiseaux
- WAZA : Association mondiale des zoos et aquariums
- WWF : World Wide Fund for Nature (Fonds mondial pour la nature)

### Auvergne-Rhône-Alpes

#### Ain
| Nom              | Commune            | propriétaire         | année | superficie |
| ---------------- | ------------------ | -------------------- | ----- | ---------- |
| Parc des oiseaux | Villars-les-Dombes | département de l'Ain | 1970  | 35 ha      |

#### Allier
| Nom    | Commune              | propriétaire             | année | superficie |
| ------ | -------------------- | ------------------------ | ----- | ---------- |
| Le Pal | Dompierre-sur-Besbre | SAS[source insuffisante] | 1973  | 50 ha      |

#### Ardèche
| Nom                                                   | Commune  | propriétaire             | année | superficie |
| ----------------------------------------------------- | -------- | ------------------------ | ----- | ---------- |
| Parc animalier de Lussas[source secondaire souhaitée] | Lussas   | SAS[source insuffisante] | 2009  | 27 ha      |
| Safari de Peaugres                                    | Peaugres | SAS[source insuffisante] | 1974  | 80 ha      |

#### Cantal
| Nom                                              | Commune | propriétaire              | année | superficie |
| ------------------------------------------------ | ------- | ------------------------- | ----- | ---------- |
| La vallée des daims[source secondaire souhaitée] | Junhac  | SARL[source insuffisante] | 1992  | 35 ha      |

#### Drôme
| Nom                     | Commune     | propriétaire              | année | superficie |
| ----------------------- | ----------- | ------------------------- | ----- | ---------- |
| La ferme aux crocodiles | Pierrelatte | SAS[source insuffisante]  | 1994  | 1,2 ha     |
| Zoo d'Upie              | Upie        | SARL[source insuffisante] | 1976  | 6 ha       |

#### Isère
| Nom                                   | Commune      | propriétaire                                 | année | superficie |
| ------------------------------------- | ------------ | -------------------------------------------- | ----- | ---------- |
| Parc animalier du château de Moidière | Bonnefamille | propriété en Indivision[source insuffisante] | 1991  | 30[Quoi ?] |
| Domaine des fauves                    | Les Abrets   | EURL[source insuffisante]                    | 1973  | 3 ha       |

#### Loire
| Nom                                                    | Commune                | propriétaire                   | année | superficie |
| ------------------------------------------------------ | ---------------------- | ------------------------------ | ----- | ---------- |
| Aquarium de Saint-Chamond[source secondaire souhaitée] | Saint-Chamond          | Association à but non lucratif | 1996  |            |
| Parc animalier et aquarium du château de Bouthémon     | Andrézieux-Bouthéon    | commune d'Andrézieux-Bouthéon  |       | 12 ha      |
| La volerie du Forez[source secondaire souhaitée]       | Marcilly-le-Chatel     | SAS                            |       |            |
| Espace zoologique de Saint-Martin-la-Plaine            | Saint-Martin-la-Plaine | SARL                           | 1972  | 12 ha      |

#### Puy-de-Dôme
| Nom                       | Commune | Propriétaire | année | superficie |
| ------------------------- | ------- | ------------ | ----- | ---------- |
| Parc animalier d'Auvergne | Ardes   | SAS          | 1984  | 45 ha      |

#### Rhône
| Nom                        | Commune      | propriétaire  | année | superficie |
| -------------------------- | ------------ | ------------- | ----- | ---------- |
| Parc animalier de Courzieu | Courzieu     | SAS           | 1980  | 25 ha      |
| Aquarium de Lyon           | La Mulatière | Aspro Parks   | 2002  | 0,25 ha    |
| Jardin zoologique de Lyon  | Lyon         | ville de Lyon | 1858  | 9 ha       |

#### Savoie
| Nom                                                                | Commune       | propriétaire | année | superficie |
| ------------------------------------------------------------------ | ------------- | ------------ | ----- | ---------- |
| Observatoire de l'étang des aigrettes[source secondaire souhaitée] | Aix-les-Bains | CELRL        |       |            |

#### Haute-Savoie
| Nom                                              | Commune     | propriétaire                                 | année | superficie |
| ------------------------------------------------ | ----------- | -------------------------------------------- | ----- | ---------- |
| Parc animalier de Merlet                         | Les Houches | Entrepreneur individuel[source insuffisante] | 2003  | 22 ha      |
| Les aigles du Léman[source secondaire souhaitée] | Sciez       | SARL                                         | 1997  | 8 ha       |
| Parc animalier de la Grande Jeanne               | Annecy      | ville d'Annecy                               | 1 ha  |            |

### Bourgogne-Franche-Comté

#### Côte-d'Or
| Nom              | Commune             | propriétaire | année | superficie |
| ---------------- | ------------------- | ------------ | ----- | ---------- |
| Parc de l'Auxois | Arnay-sous-Vitteaux | SARL         | 1988  |            |

#### Doubs
| Nom                | Commune     | propriétaire      | année | superficie |
| ------------------ | ----------- | ----------------- | ----- | ---------- |
| Muséum de Besançon | Besançon    | ville de Besançon | 1943  | 12 ha      |
| Parc polaire       | Chaux-Neuve | SARL              | 1985  | 10 ha      |

#### Jura
| Nom                                    | Commune    | propriétaire           | année | superficie |
| -------------------------------------- | ---------- | ---------------------- | ----- | ---------- |
| Jurafaune[source secondaire souhaitée] | Hauteroche | CC Bresse Haute Seille | 1990  | 2 ha       |

#### Haute-Saône
| Nom                                                                      | Commune                   | propriétaire         | année | superficie |
| ------------------------------------------------------------------------ | ------------------------- | -------------------- | ----- | ---------- |
| Parc animalier de Fougerolles-Saint-Valbert[source secondaire souhaitée] | Fougerolles-Saint-Valbert | CC de la Haute Comté | 1982  | 60 ha      |

#### Saône-et-Loire
| Nom           | Commune           | propriétaire | année | superficie |
| ------------- | ----------------- | ------------ | ----- | ---------- |
| Touroparc Zoo | Romanèche-Thorins | SAS          | 1961  | 12 ha      |

#### Yonne
| Nom                                      | Commune | propriétaire | année | superficie |
| ---------------------------------------- | ------- | ------------ | ----- | ---------- |
| Parc de vision du château de Boutissaint | Treigny | SARL         | 1968  | 400 ha     |

### Bretagne

#### Côtes-d'Armor
| Nom                                                 | Commune             | propriétaire                  | année     | superficie |
| --------------------------------------------------- | ------------------- | ----------------------------- | --------- | ---------- |
| Aquarium marin de Trégastel                         | Trégastel           | SAS                           | 1967      |            |
| Aquarium des curieux de nature[source insuffisante] | Belle-Isle-en-Terre | Association sans but lucratif |           |            |
| Zooparc de Trégomeur                                | Trégomeur           | département des Côtes-d'Armor | 1960 2007 | 14 ha      |

#### Finistère
| Nom                                                      | Commune    | propriétaire                                 | année | superficie |
| -------------------------------------------------------- | ---------- | -------------------------------------------- | ----- | ---------- |
| Océanopolis                                              | Brest      | Brest Métropole                              | 1990  | 0,87 ha    |
| Station de biologie marine de Concarneau                 | Concarneau | Muséum national d'Histoire naturelle         | 1859  |            |
| Parc animalier La Pommeraie[source secondaire souhaitée] | Peumerit   | Entreprise individuelle[source insuffisante] | 1998  | 5 ha       |

#### Ille-et-Vilaine
| Nom                                    | Commune     | propriétaire                         | année | superficie  |
| -------------------------------------- | ----------- | ------------------------------------ | ----- | ----------- |
| Zoo de la Bourbansais                  | Pleugueneuc | SAS                                  | 1965  | 10 ha       |
| Grand aquarium Saint-Malo              | Saint-Malo  | Looping Group                        | 1996  |             |
| Micro Zoo[source secondaire souhaitée] | Saint-Malo  | SAS                                  |       | 400[Quoi ?] |
| Station de biologie marine de Dinard   | Dinard      | Muséum national d'histoire naturelle |       | 0,13 ha     |

#### Morbihan
| Nom                                        | Commune              | propriétaire        | année | superficie |
| ------------------------------------------ | -------------------- | ------------------- | ----- | ---------- |
| Parc zoologique du château de Branféré     | Le Guerno            | Fondation de France | 1965  | 45 ha      |
| Les terres de Nataé                        | Pont-Scorff          | SAS                 | 1973  | 14 ha      |
| Tropical Parc[source secondaire souhaitée] | Saint-Jacut-les-Pins | SARL                |       |            |

### Centre-Val de Loire

#### Cher
| Nom                                            | Commune           | propriétaire             | année | superficie |
| ---------------------------------------------- | ----------------- | ------------------------ | ----- | ---------- |
| Domaine de Revert[source secondaire souhaitée] | Charenton-du-Cher | SAS[source insuffisante] |       |            |

#### Eure-et-Loir
| Nom                   | Commune         | propriétaire             | année | superficie |
| --------------------- | --------------- | ------------------------ | ----- | ---------- |
| Zoo-refuge La Tanière | Nogent-le-Phaye | SAS[source insuffisante] | 2021  | 14 ha      |

#### Indre
| Nom                                   | Commune | propriétaire                                           | année | superficie |
| ------------------------------------- | ------- | ------------------------------------------------------ | ----- | ---------- |
| Réserve zoologique de la Haute-Touche | Obterre | ville de Tours et Muséum national d'histoire naturelle | 1980  | 436 ha     |

#### Indre-et-Loire
| Nom                        | Commune            | propriétaire  | année | superficie |
| -------------------------- | ------------------ | ------------- | ----- | ---------- |
| Réserve de Beaumarchais    | Autrèche           | SARL          | 1990  | 50 ha      |
| Grand aquarium de Touraine | Lussault-sur-Loire | Looping Group | 2000  | 0,5 ha     |

#### Loir-et-Cher
| Nom                | Commune      | propriétaire             | année | superficie |
| ------------------ | ------------ | ------------------------ | ----- | ---------- |
| ZooParc de Beauval | Saint-Aignan | SAS[source insuffisante] | 1980  | 44 ha      |

#### Loiret
| Nom                      | Commune | propriétaire    | année | superficie |
| ------------------------ | ------- | --------------- | ----- | ---------- |
| Parc floral de la source | Orléans | ville d'Orléans | 1963  | 35 ha      |

### Corse
| Nom                                      | Commune        | Département  | propriétaire                   | année | superficie |
| ---------------------------------------- | -------------- | ------------ | ------------------------------ | ----- | ---------- |
| A Cupulatta - La cité des tortues        | Ajaccio        | Corse-du-Sud | Association à but non lucratif |       |            |
| Parc naturel d'Olva                      | Sartène        | Corse-du-Sud | SARL                           |       |            |
| Corsica Zoo[source secondaire souhaitée] | Olmeta-di-Tuda | Haute-Corse  | SAS                            | 2019  | 8 ha       |

### Grand Est

#### Ardennes
| Nom                                                                      | Commune              | propriétaire                  | année | superficie |
| ------------------------------------------------------------------------ | -------------------- | ----------------------------- | ----- | ---------- |
| Parc Argonne découverte                                                  | Olizy-Primat         | CC de l'Argonne Ardennaise    | 2005  |            |
| Parc animalier de Charleville-Mézières (Parc animalier de Saint-Laurent) | Charleville-Mézières | ville de Charleville-Mézières | 1976  | 38 ha      |
| Haut-fourneau de Vendresse                                               | Vendresse            | SCI                           |       |            |

#### Aube
| Nom                                                                     | Commune | propriétaire                    | année | superficie |
| ----------------------------------------------------------------------- | ------- | ------------------------------- | ----- | ---------- |
| Parc naturel régional de la Forêt d'Orient[source secondaire souhaitée] | Piney   | EPTB Seine Grands Lacs et CELRL |       |            |

#### Haute-Marne
| Nom                                                      | Commune             | propriétaire                   | année | superficie |
| -------------------------------------------------------- | ------------------- | ------------------------------ | ----- | ---------- |
| Parc animalier de la Bannie[source secondaire souhaitée] | Bourbonne-les-Bains | commune de Bourbonne-les-Bains |       |            |

#### Meurthe-et-Moselle
| Nom                      | Commune | propriétaire                                       | année | superficie |
| ------------------------ | ------- | -------------------------------------------------- | ----- | ---------- |
| Muséum-aquarium de Nancy | Nancy   | Métropole du Grand Nancy et Université de Lorraine | 1933  |            |

#### Moselle
| Nom                            | Commune   | propriétaire | année | superficie |
| ------------------------------ | --------- | ------------ | ----- | ---------- |
| Aquarium d'Amnéville           | Amnéville | SCI          |       |            |
| Parc zoologique d'Amnéville    | Amnéville | SAS          | 1986  | 18 ha      |
| Parc animalier de Sainte-Croix | Rhodes    | SAS          | 1980  | 120 ha     |

#### Bas-Rhin
| Nom                    | Commune    | propriétaire        | année         | superficie |
| ---------------------- | ---------- | ------------------- | ------------- | ---------- |
| Cigoland               | Kintzheim  | SAS                 | 1974          |            |
| La montagne des singes | Kintzheim  | SAS                 | 1969          | 24 ha      |
| Volerie des aigles     | Kintzheim  | SAS                 | 1968          | 24 ha      |
| Domaine des naïades    | Ottrott    | SARL                |               |            |
| Parc de l'Orangerie    | Strasbourg | ville de Strasbourg | fermé en 2022 |            |

#### Haut-Rhin
| Nom                                      | Commune        | propriétaire                   | année | superficie |
| ---------------------------------------- | -------------- | ------------------------------ | ----- | ---------- |
| Vivarium du moulin                       | Lautenbachzell | Association à but non lucratif |       |            |
| Parc zoologique et botanique de Mulhouse | Mulhouse       | ville de Mulhouse              | 1868  | 25 ha      |
| Naturoparc                               | Hunawihr       | SARL                           |       | 5 ha       |

### Hauts-de-France

#### Aisne
| Nom                                              | Commune       | propriétaire                   | année | superficie |
| ------------------------------------------------ | ------------- | ------------------------------ | ----- | ---------- |
| La réserve exotique[source secondaire souhaitée] | Blérancourt   | Association à but non lucratif | 2011  |            |
| Parc animalier du parc d'Isle                    | Saint-Quentin | ville de Saint-Quentin         | 2017  | 48 ha      |

#### Nord
| Nom                                                          | Commune   | proriétaire        | année | superficie |
| ------------------------------------------------------------ | --------- | ------------------ | ----- | ---------- |
| Aquarium municipal de Douai[source insuffisante]             | Douai     | ville de Douai     |       |            |
| Aquarium municipal de Dunkerque[source secondaire souhaitée] | Dunkerque | ville de Dunkerque |       |            |
| Bio-Topia - parc zoologique de Fort-Mardyck                  | Dunkerque | CUD                | 1959  | 2 ha       |
| Parc zoologique de Lille                                     | Lille     | ville de Lille     | 1950  | 3,5 ha     |
| Zoo de Maubeuge                                              | Maubeuge  | ville de Maubeuge  | 1955  | 7 ha       |

#### Oise
| Nom                        | Commune               | propriétaire              | année | superficie |
| -------------------------- | --------------------- | ------------------------- | ----- | ---------- |
| Parc animalier du Marais   | Longueil-Sainte-Marie | EURL[source insuffisante] |       |            |
| Parc animalier Saint-Léger | Saint-Léger-en-Bray   | SARL[source insuffisante] |       | 10 ha      |

#### Pas-de-Calais
| Nom                                           | Commune          | propriétaire    | année | superficie |
| --------------------------------------------- | ---------------- | --------------- | ----- | ---------- |
| Parc des cytises[source secondaire souhaitée] | Bénifontaine     | CALL            | 2003  | 15 ha      |
| Maréis                                        | Etaples          | ville d'Etaples | 2001  | 0,2 ha     |
| Nausicaá - Centre national de la mer          | Boulogne-sur-Mer | CAB             | 1991  | 1 ha       |

#### Somme
| Nom                  | Commune                   | propriétaire     | année | superficie |
| -------------------- | ------------------------- | ---------------- | ----- | ---------- |
| Zoo d'Amiens         | Amiens                    | Amiens Métropole | 1952  | 8 ha       |
| Parc du Marquenterre | Saint-Quentin-en-Tourmont | CELRL            | 1973  | 200 ha     |

### Île-de-France

#### Paris
| Nom                                                  | Arrondissement | propriétaire                                              | année | superficie |
| ---------------------------------------------------- | -------------- | --------------------------------------------------------- | ----- | ---------- |
| Aquarium de Paris - Cinéaqua - aquarium du Trocadéro | Paris (16e)    | SASU[source insuffisante]                                 | 1867  | 0,35 ha    |
| Aquarium du palais de la Porte-Dorée                 | Paris (12e)    | Établissement public[source insuffisante]                 | 1931  |            |
| Jardin d'acclimatation                               | Paris (16e)    | Société anonyme[source insuffisante]                      | 1860  |            |
| Ménagerie du Jardin des plantes                      | Paris (5e)     | Muséum national d'histoire naturelle                      | 1794  | 5,5 ha     |
| Parc zoologique de Paris - zoo de Vincennes          | Paris (12e)    | Muséum national d'histoire naturelle[source insuffisante] | 1934  | 14,5 ha    |

#### Seine-et-Marne
| Nom                               | Commune                | propriétaire | année | superficie |
| --------------------------------- | ---------------------- | ------------ | ----- | ---------- |
| Lumigny Safari Reserve            | Lumigny-Nesles-Ormeaux | Hugo Jardin  | 1998  | 92 ha      |
| Parrot World                      | Crécy-la-Chapelle      | SAS          | 2020  |            |
| Sea Life Paris Val d'Europe       | Marne-la-Vallée        | SARL         | 2001  | 0,25 ha    |
| Parc zoologique du Bois d'Attilly | Férolles-Attilly       | SNC          | 2016  | 20 ha      |

#### Yvelines
| Nom                | Commune  | propriétaire | année | superficie |
| ------------------ | -------- | ------------ | ----- | ---------- |
| Espace Rambouillet | Sonchamp | ONF          | 1972  | 180 ha     |
| Wow Safari Thoiry  | Thoiry   | SAS          | 1968  | 150 ha     |

### Normandie

#### Calvados
| Nom                               | Commune                 | année | superficie |
| --------------------------------- | ----------------------- | ----- | ---------- |
| Parc zoologique de Jurques        | Jurques                 | 1977  | 21 ha      |
| Cerza                             | Hermival-les-Vaux       | 1986  | 80 ha      |
| Parc animalier de la dame blanche | Saint-Julien-de-Mailloc |       |            |
| Naturospace                       | Honfleur                |       | 0,13 ha    |

#### Eure
| Nom        | Commune      | année | superficie |
| ---------- | ------------ | ----- | ---------- |
| Biotropica | Val-de-Reuil |       | 10 ha      |

#### Manche
| Nom                           | Commune               | année | superficie |
| ----------------------------- | --------------------- | ----- | ---------- |
| Alligator Bay                 | Beauvoir              | 1994  | 1 ha       |
| Parc zoologique de Champrepus | Champrepus            | 1957  | 10 ha      |
| Le roc des curiosités         | Granville             | 1960  |            |
| La Cité de la Mer             | Cherbourg-en-Cotentin | 2002  | 1 ha       |

#### Orne
| Nom                      | Commune     | année | superficie |
| ------------------------ | ----------- | ----- | ---------- |
| Parc animalier d'Écouves | Le Bouillon | 2006  | 18 ha      |

#### Seine-Maritime
| Nom                                  | Commune | année | superficie |
| ------------------------------------ | ------- | ----- | ---------- |
| Parc zoologique de Clères            | Clères  | 1919  | 12,53 ha   |
| Aquariums de l'Estran Cité de la mer | Dieppe  | 1987  | 0,16 ha    |

### Nouvelle-Aquitaine

#### Charente
| Nom                                                         | Commune     | propriétaire              | année | superficie |
| ----------------------------------------------------------- | ----------- | ------------------------- | ----- | ---------- |
| Safari parc de Haute Saintonge[source secondaire souhaitée] | Guizengeard | SARL[source insuffisante] |       | 650 ha     |

#### Charente-Maritime
| Nom                                            | Commune                    | propriétaire              | année | superficie |
| ---------------------------------------------- | -------------------------- | ------------------------- | ----- | ---------- |
| Aquarium La Rochelle                           | La Rochelle                | SAS[source insuffisante]  | 1988  | 0,84 ha    |
| Parc Charruyer                                 | La Rochelle                | ville de La Rochelle      | 1950  | 4 ha       |
| Zoo de La Palmyre                              | Les Mathes                 | SAS[source insuffisante]  | 1966  | 18 ha      |
| L'arche de Noé - Amazonia[source insuffisante] | Saint-Clément-des-Baleines | SARL[source insuffisante] |       |            |

#### Creuse
| Nom                                                          | Commune | propriétire        | année | superficie |
| ------------------------------------------------------------ | ------- | ------------------ | ----- | ---------- |
| Parc animalier des monts de Guéret (Les loups de Chabrières) | Guéret  | CA du Grand Guéret | 2001  |            |

#### Dordogne
| Nom                                         | Commune                | propriétaire                         | année | superficie |
| ------------------------------------------- | ---------------------- | ------------------------------------ | ----- | ---------- |
| Aquarium du Périgord noir                   | Le Bugue               | Société anonyme[source insuffisante] | 1989  |            |
| Réserve zoologique de Calviac               | Calviac-en-Périgord    | SARL SCOP[source insuffisante]       | 2008  | 4 ha       |
| Volières de rapaces du château des Milandes | Castelnaud-la-Chapelle | SARL[source insuffisante]            |       |            |

#### Gironde
| Nom                                            | Commune          | propriétaire             | année | superficie |
| ---------------------------------------------- | ---------------- | ------------------------ | ----- | ---------- |
| Musée aquarium d'Arcachon[source insuffisante] | Arcachon         | Université Bordeaux-I    | 1866  |            |
| La Coccinelle                                  | Gujan-Mestras    | SAS[source insuffisante] | 1985  |            |
| Zoo du Bassin d'Arcachon                       | La Teste-de-Buch | SARL                     | 1988  | 22 ha      |
| Réserve ornithologique du Teich                | Le Teich         | ville du Teich           | 1972  | 110 ha     |
| Zoo de Bordeaux Pessac                         | Pessac           | SAS[source insuffisante] | 1976  | 5 ha       |

#### Landes
| Nom                | Commune     | propriétaire              | année | superficie |
| ------------------ | ----------- | ------------------------- | ----- | ---------- |
| Zoo de Labenne     | Labenne     | SARL[source insuffisante] | 2008  |            |
| Moulin de Poyaller | Saint-Aubin | EARL[source insuffisante] | 1994  |            |

#### Lot-et-Garonne
| Nom                                      | Commune  | propriétaire             | année | superficie |
| ---------------------------------------- | -------- | ------------------------ | ----- | ---------- |
| Z'Animoland[source secondaire souhaitée] | Monbalen | SAS[source insuffisante] | 2007  | 12 ha      |

#### Pyrénées-Atlantiques
| Nom                       | Commune  | année                 | superficie            |
| ------------------------- | -------- | --------------------- | --------------------- |
| Exotic Park               | Lescar   | 2019[réf. nécessaire] | 2 ha[réf. nécessaire] |
| Espace animalier de Borce | Borce    | 2004                  | 10 ha                 |
| Zoo d'Asson               | Asson    | 1964                  | 5 ha                  |
| Aquarium de Biarritz      | Biarritz | 1871                  | 0,7 ha                |

#### Deux-Sèvres
| Nom       | Commune          | année | superficie |
| --------- | ---------------- | ----- | ---------- |
| Zoodyssée | Villiers-en-Bois | 1973  | 34 ha      |

#### Vienne
| Nom                                                                 | Commune   | année | superficie |
| ------------------------------------------------------------------- | --------- | ----- | ---------- |
| Les géants du ciel                                                  | Chauvigny |       |            |
| Terre de dragons                                                    | Civaux    | 2008  | 1 ha       |
| Vallée des singes                                                   | Romagne   | 1998  | 16 ha      |
| Parc animalier du bois de Saint-Pierre[source secondaire souhaitée] | Smarves   |       |            |

#### Haute-Vienne
| Nom                  | Commune  | année | superficie |
| -------------------- | -------- | ----- | ---------- |
| Parc du Reynou       | Le Vigen | 1997  | 60 ha      |
| Aquarium du Limousin | Limoges  | 1993  | 0,06 ha    |

### Occitanie

#### Ariège
| Nom                   | Commune             | année | superficie |
| --------------------- | ------------------- | ----- | ---------- |
| La ferme des reptiles | La Bastide-de-Sérou | 1996  |            |

#### Aude
| Nom                            | Commune     | année | superficie |
| ------------------------------ | ----------- | ----- | ---------- |
| Parc australien de Carcassonne | Carcassonne |       |            |
| Réserve africaine de Sigean    | Sigean      | 1974  | 300 ha     |

#### Aveyron
| Nom                              | Commune                  | année | superficie |
| -------------------------------- | ------------------------ | ----- | ---------- |
| Parc animalier de Pradinas       | Pradinas                 | 1989  | 15 ha      |
| Micropolis, la cité des insectes | Saint-Léons              | 2000  | 0,24 ha    |
| Le colombier Thoiry Parc         | Salles-la-Source         |       |            |
| Reptilarium du Larzac            | Sainte-Eulalie-de-Cernon |       |            |
| Jardin des bêtes                 | Montrozier               |       |            |

#### Gard
| Nom                                                 | Commune            | année | superficie |
| --------------------------------------------------- | ------------------ | ----- | ---------- |
| Aquarium de Saint-Jean-du-Gard[source insuffisante] | Saint-Jean-du-Gard |       |            |
| Seaquarium du Grau-du-Roi                           | Le Grau-du-Roi     | 1989  | 0,25 ha    |

#### Haute-Garonne
| Nom                    | Commune            | année | superficie |
| ---------------------- | ------------------ | ----- | ---------- |
| Aquarium de Familipark | Muret              | 2005  |            |
| Zoo African Safari     | Plaisance-du-Touch | 1970  | 20 ha      |
| Refuge des tortues     | Bessières          |       |            |

#### Gers
| Nom                   | Commune    | année | superficie |
| --------------------- | ---------- | ----- | ---------- |
| Vallon des kangourous | Saint-Clar |       | 4 ha       |

#### Hérault
| Nom                            | Commune       | année | superficie |
| ------------------------------ | ------------- | ----- | ---------- |
| Aquarium marin du Cap d'Agde   | Le Cap d'Agde |       |            |
| Planet Ocean Montpellier       | Montpellier   | 2007  | 0,23 ha    |
| Parc zoologique de Montpellier | Montpellier   | 1964  | 80 ha      |

#### Lot
| Nom                            | Commune    | année | superficie |
| ------------------------------ | ---------- | ----- | ---------- |
| Padiparc                       | Padirac    |       |            |
| Parc animalier de Gramat       | Gramat     | 1980  | 42 ha      |
| Forêt des singes de Rocamadour | Rocamadour | 1974  | 20 ha      |
| Rocher des aigles              | Rocamadour | 1977  |            |
| Reptiland                      | Martel     | 1990  |            |

#### Lozère
| Nom                                          | Commune                   | année | superficie |
| -------------------------------------------- | ------------------------- | ----- | ---------- |
| Parc à loups du Gévaudan                     | Saint-Léger-de-Peyre      | 1985  | 20 ha      |
| Maison des vautours                          | Saint-Pierre-des-Tripiers | 1996  | 0,1 ha     |
| Réserve de bisons d'Europe de Sainte-Eulalie | Sainte-Eulalie            | 1991  | 200 ha     |

#### Hautes-Pyrénées
| Nom                         | Commune        | année | superficie |
| --------------------------- | -------------- | ----- | ---------- |
| Parc animalier des Pyrénées | Argelès-Gazost | 1999  | 14 ha      |
| Château de Beaucens         | Beaucens       | 1973  |            |
| Aquarium de Lourdes         | Lourdes        | 2000  | 0,1 ha     |

#### Pyrénées-Orientales
| Nom                                                                                           | Commune             | Propriétaire        | année | superficie |
| --------------------------------------------------------------------------------------------- | ------------------- | ------------------- | ----- | ---------- |
| Aquarium de Canet-en-Roussillon (Oniria)                                                      | Canet-en-Roussillon |                     |       |            |
| Biodiversarium - aquarium et jardin scientifiques méditerranéens[source secondaire souhaitée] | Banyuls-sur-Mer     | Sorbonne Université | 1885  |            |
| EcoZonia                                                                                      | Cases-de-Pène       |                     |       |            |
| Parc animalier de Casteil                                                                     | Casteil             |                     |       |            |
| Parc animalier des Angles                                                                     | Les Angles          |                     |       |            |
| La vallée des tortues                                                                         | Sorède              |                     | 2000  | 2 ha       |

#### Tarn
| Nom               | Commune               | année | superficie |
| ----------------- | --------------------- | ----- | ---------- |
| Zoo des 3 vallées | Montredon-Labessonnié | 2013  | 58[Quoi ?] |

### Pays de la Loire

#### Loire-Atlantique
| Nom                          | Commune              | année | superficie |
| ---------------------------- | -------------------- | ----- | ---------- |
| Vivarium du muséum de Nantes | Nantes               | 1955  |            |
| Zoo de La Boissière-du-Doré  | La Boissière-du-Doré | 1984  | 20[Quoi ?] |
| Océarium du Croisic          | Le Croisic           | 1992  | 0,17 ha    |
| Planète Sauvage              | Port-Saint-Père      | 1992  | 85 ha      |
| Legendia Parc                | Frossay              | 1992  |            |

#### Maine-et-Loire
| Nom                         | Commune                  | année | superficie |
| --------------------------- | ------------------------ | ----- | ---------- |
| Bioparc de Doué-la-Fontaine | Doué-la-Fontaine         | 1961  | 15 ha      |
| Natural'Parc                | Saint-Laurent-des-Autels |       |            |

#### Mayenne
| Nom               | Commune         | année | superficie |
| ----------------- | --------------- | ----- | ---------- |
| Refuge de l'Arche | Château-Gontier |       | 23 ha      |

#### Sarthe
| Nom                             | Commune             | année | superficie |
| ------------------------------- | ------------------- | ----- | ---------- |
| Zoo de La Flèche                | La Flèche           | 1946  | 18 ha      |
| Domaine zoologique de Pescheray | Le Breil-sur-Mérize | 1974  | 90[Quoi ?] |
| Spaycific'Zoo                   | Spay                | 1989  | 6 ha       |

#### Vendée
| Nom                                                   | Commune               | année | superficie |
| ----------------------------------------------------- | --------------------- | ----- | ---------- |
| Fauconnerie du Puy du Fou                             | Les Épesses           |       |            |
| Zoo des Sables-d'Olonne                               | Les Sables-d'Olonne   | 1963  | 3 ha       |
| Natur'Zoo de Mervent                                  | Mervent               |       |            |
| Aquarium Sealand de Noirmoutier-en-l'Île              | Noirmoutier-en-l'Île  | 1983  | 0,1 ha     |
| Aquarium le 7e continent[source secondaire souhaitée] | Talmont-Saint-Hilaire |       |            |

### Provence-Alpes-Côte d'Azur

#### Alpes de Haute-Provence
| Nom                                 | Commune          | année | superficie |
| ----------------------------------- | ---------------- | ----- | ---------- |
| Les aigles du Verdon                | Gréoux-les-Bains | 2016  |            |
| Parc animalier de la vallée sauvage | Saint-Geniez     | 2001  | 14 ha      |

#### Hautes-Alpes
| Nom                            | Commune         | année | superficie |
| ------------------------------ | --------------- | ----- | ---------- |
| Parc animalier de Serre-Ponçon | Le Sauze-du-Lac |       |            |

#### Alpes-Maritimes
| Nom                                     | Commune              | année | superficie |
| --------------------------------------- | -------------------- | ----- | ---------- |
| Parc Phœnix                             | Nice                 | 1990  | 7 ha       |
| Parc Alpha[source secondaire souhaitée] | Saint-Martin-Vésubie |       |            |
| Réserve biologique des monts d'Azur     | Andon                | 2006  | 700 ha     |

#### Bouches-du-Rhône
| Nom                         | Commune   | année | superficie |
| --------------------------- | --------- | ----- | ---------- |
| Parc animalier de La Barben | La Barben | 1970  | 33 ha      |

#### Var
| Nom                                      | Commune             | année | superficie |
| ---------------------------------------- | ------------------- | ----- | ---------- |
| Parc zoologique de Fréjus                | Fréjus              | 1971  |            |
| Village des tortues                      | Carnoules           | 1988  | 2 ha       |
| Jardin zoologique tropical               | La Londe-les-Maures | 1989  | 6 ha       |
| Jardin exotique et zoo de Sanary-sur-Mer | Sanary-sur-Mer      |       | 2 ha       |
| Zoo du Mont Faron                        | Toulon              | 1968  | 1,5 ha     |

### Guadeloupe
| Nom                       | Commune    | Département | année | superficie |
| ------------------------- | ---------- | ----------- | ----- | ---------- |
| Aquarium de la Guadeloupe | Le Gosier  | Guadeloupe  | 1985  |            |
| Zoo de Guadeloupe         | Bouillante | Guadeloupe  |       | 4 ha       |

### Guyane
| Nom           | Commune  | Département | année | superficie |
| ------------- | -------- | ----------- | ----- | ---------- |
| Zoo de Guyane | Macouria | Guyane      |       |            |

### Martinique
| Nom               | Commune   | Département | année | superficie |
| ----------------- | --------- | ----------- | ----- | ---------- |
| Zoo de Martinique | Le Carbet | Martinique  | 2014  | 3 ha       |

### La Réunion
| Nom                    | Commune      | Département | année | superficie |
| ---------------------- | ------------ | ----------- | ----- | ---------- |
| Aquarium de La Réunion | Saint-Gilles | La Réunion  | 2000  |            |
| Kélonia                | Saint-Leu    | La Réunion  | 2006  |            |

### Nouvelle Calédonie
| Nom                                           | Commune | Province     | année | superficie |
| --------------------------------------------- | ------- | ------------ | ----- | ---------- |
| Aquarium des lagons                           | Nouméa  | Province Sud | 1956  | 0,23 ha    |
| Parc zoologique et forestier Michel-Corbasson | Nouméa  | Province Sud | 1972  | 34 ha      |

## Sites ayant fermé
| Nom                                                               | Commune               | Département         | Région                     |
| ----------------------------------------------------------------- | --------------------- | ------------------- | -------------------------- |
| Aquarium Intra-Muros (fermé)                                      | Saint-Malo            | Ille-et-Vilaine     | Bretagne                   |
| Aquarium de Loudun (fermé en 2017)                                | Loudun                | Vienne              | Nouvelle-Aquitaine         |
| Aquarium du Lac du Bourget (fermé en 2017)                        | Aix-les-Bains         | Savoie              | Auvergne-Rhône-Alpes       |
| Station de biologie marine de Dinard (fermé)                      | Dinard                | Ille-et-Vilaine     | Bretagne                   |
| Marineland d'Antibes (1970-2025)                                  | Antibes               |                     |                            |
| Zoo parc de Cheptainville (fermé)                                 | Cheptainville         | Essonne             | Île-de-France              |
| Parc de Saint-Vrain (fermé)                                       | Saint-Vrain           | Essonne             | Île-de-France              |
| Réserve zoologique de Sauvage (fermé depuis 2017)                 | Émancé                | Yvelines            | Île-de-France              |
| Parc zoologique du Cap Ferrat (fermé)                             | Saint-Jean-Cap-Ferrat | Alpes-Maritimes     | Provence-Alpes-Côte d'Azur |
| Parc zoologique des Monts du Livradois d’Auvergne (fermé en 2015) | Champétières          | Puy-de-Dôme         | Auvergne-Rhône-Alpes       |
| Jardin zoologique de Marseille (fermé)                            | Marseille             | Bouches-du-Rhône    | Provence-Alpes-Côte d'Azur |
| Zoo Le Nouveau Monde (fermé en 2020)                              | Saint-Thibéry         | Hérault             | Occitanie                  |
| Zoo marin-delphinarium du Barcarès (fermé)                        | Le Barcarès           | Pyrénées-Orientales | Occitanie                  |